# Teatro Dramático Shaki
El Teatro Dramático Estatal Shaki que lleva el nombre de Sabit Rahman (en azerí: Sabit Rəhman adına Şəki Dövlət Dram Teatrı) es un teatro situado en la localidad de Shaki en Azerbaiyán.

## Edificio
El actual edificio del teatro comenzó a funcionar en 1973 como Palacio de la Cultura de los Gusanos de Seda. En 1975 se puso a disposición del personal del teatro. Durante mucho tiempo no se realizaron mejoras importantes en el edificio del teatro. En septiembre de 2011, el presidente de Azerbaiyán, Ilham Aliyev, firmó un decreto sobre el desarrollo de Shaki, según el cual en marzo de 2012 comenzaron una serie de importantes renovaciones en el edificio de tres pisos.
El auditorio después de la renovación pasó a tener cerca de 300 asientos. Para acelerar el cambio de escenario durante las representaciones, se instaló un escenario giratorio y el área del edificio se amplió de 4000 a 5000 metros cuadrados. Antes de la renovación, el edificio del teatro albergaba 78 espacios de oficinas, pero actualmente su número es 86. El edificio cuenta con un pequeño escenario para ensayos y camerinos. También se realizaron obras de mejora en el patio de butacas del teatro, que ahora consta de cuatro plantas. En agosto de 2013, el propio presidente Ilham Aliyev inspeccionó la importante renovación del edificio del teatro.

## Historia
En 1975 se creó el Teatro Dramático Sheki. En 1976, el teatro se inauguró con la representación de la obra «El poema del Komsomol» de Samad Vurgun.
A lo largo de su historia, en sus instalaciones se han presentado representaciones como «Aydin» (1977, Jafar Jabbarli), «Human Life» (1977, Alexéi Arbuzov), «Human Man», «I Come for You» (1977, 1982, Anar), «En las firmas» (1978, Nariman Hasanzade), «Esopo» (1979, Guilherme Figueiredo), «Dear Boy» (1979, Serguéi Mijalkov), «El cuento del oso, el ganador de los ladrones» (1980, Mirza Fatali Akhundov), «Cada uno tiene su propia estrella» (1981, Ali Samedov), «Meteor» (1981, Friedrich Dürrenmatt), «Estrella sin nombre» (1982, Mijhail Sebastian), «Romeo y Julieta» (1983, William Shakespeare), etc.
Por las representaciones de «El maestro» (1978, S. Stoyanov), «El tigre y la hiena» (1979, Sándor Petofi), «La carrera de Arthur Weeney» (1981, Bertolt Brecht), el teatro recibió un diploma de los Festivales de Arte Dramático Búlgaro celebrados en la URSS, Hungría y la RDA. En 1984 realizó una gira por Moscú.
Hasta 1985, el director principal del teatro fue Guseinaga Atakishiev. En 1985, Jahangir Novruzov se convirtió en director Ese mismo año, el teatro realizó varias giras europeas por ciudades como Sofía, Berlín, Praga, Budapest y Bucarest. A pesar de la fama y el éxito, el teatro atravesó dificultades económicas en los años 90.
En 2012, el teatro con la obra «El marido engañado» de Jean Baptiste Molière participó en el Festival de Teatro de los Pueblos de Habla Turca en la ciudad de Konya en Turquía, donde recibió dos premios especiales. Cada año el teatro realiza una gira por Bakú.